# Torquéole de Hainan
Arborophila ardens
Espèce
Statut de conservation UICN

 VU A2cd;B1ab(ii,iii,iv,v);C2a(i) : Vulnérable
La Torquéole de Hainan (Arborophila ardens) est une espèce d'oiseaux de la famille des Phasianidae.

## Distribution
Ile de Hainan, dans les derniers lambeaux de forêt primaire de montagne, et dans les forêts secondaires naturelles âgées, à Yinggeling, Ba Wang Ling, Houmiling, Nanmao, et aussi dans le Parc National de Limushan.

## Habitat
La torquéole de Hainan affectionne les fortes pentes des forêts primaires humides, mixtes ou de feuillus, entre 600 et 1300m, et semble moins bien s’adapter à la forêt secondaire (Hennache & Ottaviani 2011).

## Mœurs
Elle se nourrit de graines et d’insectes, dont des termites, qu’elle trouve dans la litière forestière. Les pics d’activité alimentaire ont lieu le matin et en fin d’après midi, ceux de déplacement se situeraient en milieu d’après midi et en début de soirée (Hennache & Ottaviani 2011).

## Voix
En saison de reproduction, la femelle chante aussi mais différemment du mâle, ce qui laisse formuler l’hypothèse d’un système de sélection sexuelle plus complexe que supposé. Le cri du mâle diffère suivant qu’il répond à une femelle ou à un autre mâle. Le chant typique est formé de deux syllabes sifflées, la première plus haute que la seconde, répétées plusieurs fois de plus en plus rapidement kwe- ho, kwe ho, kwe ho…(Hennache & Ottaviani 2011).

## Nidification
Il n’existe aucune donnée sur l’élevage des jeunes.

## Statut, conservation
Cette espèce, considérée comme « vulnérable » par BirdLife International (2008), est inscrite sur la liste des oiseaux protégés en Chine. La destruction de la forêt a été  considérable à Hainan puisqu’en 50 ans la surface forestière est passée de 17000 km² (1940) à 3000 km² (1990). Depuis 1994, le bûcheronnage est interdit en forêt primaire mais autorisé en forêt secondaire. La deuxième menace en importance est constituée par le piégeage et la chasse, surtout pour approvisionner les marchés locaux. La population de Torquéoles de Hainan était estimée à moins de 5000 individus en 1999. Cette espèce a été choisie comme emblème de la province de Hainan, ce qui pourrait concourir à sa sauvegarde ainsi qu’à la protection de son habitat (Madge & McGowan 2002, Hennache & Ottaviani 2011).